# طاها بهبهانی

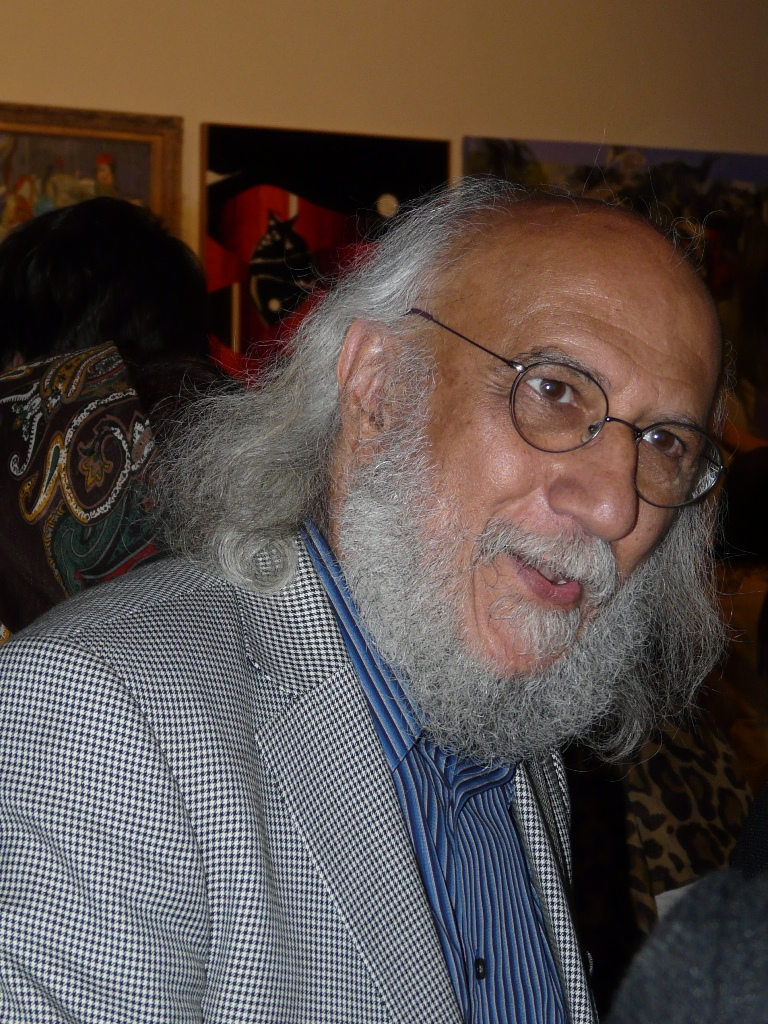
تصویر طاها بهبهانی

طاها بهبهانی (زاده ۱۳۲۵ در تهران) نقاش، مجسمه‌ساز، طراح صحنه، کارگردان تلویزیون و تئاتر و استاد دانشگاه ایرانی می‌باشد. وی پدر تارا بهبهانی نقاش و مجسمه‌ساز معروف است. وی نقاشی را از پدرش، دکتر سیدمحسن بهبهانی، آموخت. او در ۱۳ سالگی شاگرد استاد علی‌اکبر نجم‌آبادی از شاگردان استاد کمال‌الملک بود.

## زندگی‌نامه
در کودکی یادگیری نقاشی را نزد پدرش آغاز کرد و در سیزده سالگی شاگرد ممتاز استاد علی‌اکبر نجم‌آبادی (از شاگردان استاد کمال‌الملک) شد. دوران دبیرستان را با هنرستان کمال‌الملک همزمان طی کرد و سپس وارد دانشگاه هنرهای دراماتیک شد. پس از پایان تحصیل در رشته طراحی صحنه برای تئاتر، سینما و تلویزیون در پاریس و سالزبورگ به تحقیق و پژوهش در زمینه کارگردانی تئاتر ماریونت پرداخت.
تخصص او در مورد شکسپیر و پایان‌نامه وی تراژدی مکبث بوده‌است.

## بازگشت به ایران
پس از بازگشت به ایران به تدریس در دانشکده هنرهای دراماتیک مشغول شد و سال‌ها مدیر دپارتمان تئاتر ماریونت این دانشکده بود. کارگردانی بیش از چهارصد و پنجاه برنامه آموزشی کوتاه و بلند برای تلویزیون و دو نمایشنامه برای جشن هنر شیراز و همچنین طراحی صحنه برای نمایشنامه‌های بزرگی چون هملت، مکبث و باغ وحش شیشه‌ای محصول این دوره از زندگی هنرمند است.
طاها از کسانی بود که در دهه چهل حال و هوای تازه‌ای به فضای نقاشی آن سال‌ها بخشید و با عرضه آثارش مکتب سوررئالیسم متافیزیک را مطرح کرد. آثار نقاشی او تحت عنوان سیری در آثار سوررئالیستی طاها، دنیای سوررئالیستی طاها و پرندگان طاها در سی و پنج نمایشگاه فردی و جمعی در داخل و خارج از کشور به نمایش درآمده‌است.
طاها از سال ۱۳۶۲ صرفاً به کار نقاشی و مجسمه‌سازی و تدریس به شاگردانش در آتلیه خود مشغول است و با همسر و همکارش مهین تابان (نقاش و مجسمه‌ساز) و دخترش تارا در تهران زندگی می‌کند.

## آثار
آثار این هنرمند خلاق، سختکوش و جستجوگر در مجموعه مجموعه‌داران ایران، فرانسه، آلمان، هلند، ژاپن، انگلستان، نیوزلند، آمریکا، بلژیک، سوییس و … حفظ و نگهداری می‌شود. بخشی از آثارش در کتاب پرندگان طاها از سال ۱۳۵۱ تا ۱۳۷۴ به چاپ رسیده‌است. تعدادی از آثارش نیز برای روی جلد کتاب‌های احمد کامیابی مسک ساخته و چاپ شده‌است.
سه فیلم از زندگی و آثار وی ساخته شده که به زبان‌های انگلیسی، فرانسوی و آلمانی برگردان گردیده‌است.
از فعالیت‌های بهبهانی به کارگردانی بیشتر از چهارصد و پنجاه برنامهٔ آموزشی کوتاه و بلند برای تلویزیون، دو نمایشنامه برای جشن هنر شیراز و همچنین طراحی صحنه برای نمایشنامه‌هایی چون هملت، مکبث و باغ وحش شیشه‌ای می‌توان اشاره کرد.
اما در سال ۱۳۶۲، با از بین رفتن ۴۵۰ برنامه آموزشی اش برای کودکان در تلویزیون، طاها بهبهانی صحنه و تلویزیون را برای همیشه رها کرد و به نقاشی، مجسمه‌سازی و آموزش هنرجویان در آتلیه شخصی اش پرداخت.
او با دلخوری از آن سال یاد می‌کند و می‌گوید: «زحماتی که برای تئاتر کودکان و سال‌ها تحصیل و تدریس در این حوزه کشیدم با نادانی‌ها و کوته نظری‌ها نابود شد، یعنی دوازده سال سابقه هنری من در این زمینه پایمال شد که این امر مرا دلزده کرد و دیگر میل و رغبتی به کار در صحنه و تلویزیون نداشتم و ندارم. شاید اگر آن ۴۵۰ برنامه ای را که آن سال‌ها من ساختم هنوز بودند و نابود نشده بودند، امروز هم می‌توانستند از آنها استفاده کنند و دستمایه خوبی برای آموزش و پرورش و خلاقیت کودکان بود.»

## نقاشی
آثار تاها بهبهانی را چهل و پنج کلکسیونر در آمریکا، فرانسه، آلمان، ژاپن، دبی، هلند و سوییس در طول این سالها خریداری و حفظ کرده‌اند.
او که قریب به ۴۰ سال است به «پرندگان» روی بوم نقاشی و فلزات مجسمه‌ها جان می‌بخشد، همواره در آثارش بنیان‌های فکری عرفانی و نیز خط مشی فلسفی خاص خود را پی گرفته‌است.
وی در همه این ۴۰ سال فقط و فقط پرنده نقاشی کرده‌است و مجسمه پرنده ساخته‌است، همواره در آثارش به فرم و محتوا چون دو بال یک پرنده نگریسته و سعی کرده‌است هر دوی آنها را در عین تازگی و پختگی، یکسان پیش ببرد. پرندگان تاها سمبلی از انسان امروز هستند و اگر قفلی بربال یا پا دارند، اما همیشه با صلابت و وقار ایستاده‌اند و تن به خواری نداده‌اند.
اسارت قرن‌ها نادانی‌های بشری اگرچه بعضی از آنها را به قفل آهنی تبدیل کرده‌است اما هنوز سودای پرواز تا ملکوت را دارند و این دریافتی است که همیشه مخاطبان از نگاه و فرم پرندگان او در می‌یابند.
او پرندگانش را با کالیگرافی، تایپوگرافی، رنگ و کمپوزسیون‌های گوناگون برروی بوم، تخته و کاغذ آفریده‌است.
گاهی لطافت آنها را در حکاکی‌ها و روی فلزهای خشن به نمایش گذاشته‌است و گاهی روی بلورهای شیشه‌ای لاجوردی و زمانی نیز در قالب مجسمه‌های برنز، مجسمه‌هایی که در اندازه و قواره محدود نمی‌گنجند، از مدالیون‌های برنز، نقره یا طلا در ویترین‌ها گرفته تا جایی که باید سر را بلند کنیم تا قامت یک مجسمه را از سر تا پا ببینیم، جان داده‌است.
جلوه شاخص آثار تاها بهبهانی، پافشاری مستمر او بر نقشمایه‌های ثابت و منحصر به فرد است که کمتر ریشه در هنر دارد و بیشتر برآمده از ادبیات است.

## مجسمه‌سازی
- همه من قفل شدم، تا تو به خورشید رسی، سایز: *۳۱٫۵*۵۹ ۹ سانتیمتر، جنس: برنز
- در قله آزادگی، سجده به درگاهت کنم، سایز: ۹*۴۰*۴۷ سانتیمتر، جنس: برنز
- عاشقان هرگز ندارند سر پناهی، جز درخت زندگی، سایز: ۹۶٫۵*۳۳*۸ سانتیمتر، جنس: برنز
- جز «هو» نبیند چشم من جز «حق» نگویم من سخن، سایز: ۱۱٫۵ *۶۵٫۵*۸۵ سانتیمتر، جنس: برنز
- من یک سره می‌خوانم، تا پرده شب افتد، سایز: ۱۱ *۲۷٫۵*۱۰۶ سانتیمتر، جنس: برنز
- قفل بگشا، تا که قفلت بگسلم، سایز: ۱۰*۳۱*۳۳٫۵ سانتیمتر، جنس: برنز
- قفل بگشا تا بیآبی صد بهار، سایز: ۹*۲۰*۶۰ سانتیمتر، جنس: برنز
- عشق ما از ریشه تا سر شاخه هاست، سایز: ۸*۳۳*۹۶٫۵ سانتیمتر، جنس: برنز
- تاوان خردمندی، صد قفل به هر بندی، سایز: ۹٫۵*۲۴*۴۸ سانتیمتر، جنس: برنز
- در بند بند قفل شب، ما عشق را رنگین کنیم، سایز: ۱۱*۱۱٫۵*۶۲٫۵ سانتیمتر، جنس: برنز
- من در نیایش نیش را، در ذهن خود نوشی کنم، سایز: ۴۳*۴۳*۱۵ سانتیمتر، جنس: برنز
- گر طالب عشقی، ز من و ما بگذر، سایز: ۸۲٫۵*۴۵٫۵*۱۱ سانتیمتر، جنس: برنز

## مدال‌ها
مدالهای طراحی شده توسط ایشان از جنس طلا و نقره می‌باشد.

## نمایشگاه‌ها
- فوریه ۱۹۶۹، نمایشگاه مجموعه آثار، موزه ایران باستان، تهران، ایران
- نوامبر ۱۹۶۹، نمایشگاه مجموعه آثار، موزه ایران باستان
- دسامبر ۱۹۷۰، نمایشگاه اختصاصی، گالری خانه آفتاب، تهران، ایران
- نوامبر ۱۹۷۱، هنرهای معاصر ایران، موزه ایران نوین، تهران، ایران
- دسامبر ۱۹۷۱، نمایشگاه اختصاصی در دفتر خصوصی، تهران، ایران
- فوریه ۱۹۷۲، اولین نمایشگاه نقاشان و مجسمه‌سازان معاصر ایرانی، گالری سالیوان
- مارس ۱۹۷۲، دومین نمایشگاه نقاشان و مجسمه‌سازان معاصر ایرانی، گالری سالیوان
- می ۱۹۷۲، نمایشگاه نقاشان و مجسمه‌سازان معاصر، گالری تهران، تهران، ایران
- سپتامبر ۱۹۷۳، نمایشگاه نقاشان و مجسمه‌سازان معاصر ایرانی، مرکز هنرهای دیداری
- نوامبر ۱۹۷۳، نمایشگاه اختصاصی، گالری تهران، تهران، ایران
- ژانویه ۱۹۷۴، نمایشگاه اشتراکی، گالری تهران، تهران، ایران
- ژوئن ۱۹۷۴، نمایشگاه اشتراکی، گالری سیحون، تهران، ایران
- اکتبر ۱۹۷۴، نمایشگاه اشتراکی، گالری سیحون، تهران، ایران
- اکتبر ۱۹۷۴، نمایشگاه اشتراکی، میرابل
- دسامبر ۱۹۷۴، نمایشگاه اشتراکی در اولین نمایشگاه بین‌المللی
- می ۱۹۸۰، نمایشگاه اختصاصی، بنیاد فرانسه، فرانسه
- ۱۹۸۳، دعوت برای سخنرانی در مورد هنرهای اسلامی در قرن بیستم - بخصوص نقاشی پس از اسلام
- نوامبر ۱۹۸۶، نمایشگاه اشتراکی، گالری هنر نگرسکو، نیس، فرانسه
- نوامبر ۱۹۸۹، نمایشگاه اختصاصی، گالری مهر، تهران، ایران
- می ۱۹۹۱، نمایشگاه اختصاصی، گالری میلز، پاریس، فرانسه
- سپتامبر ۱۹۹۲، نمایشگاه اختصاصی، گالری میلز، پاریس، فرانسه
- نوامبر ۱۹۹۵، نمایشگاه اختصاصی، کاخ موزه نیاوران، تهران، ایران
- ۱۹۹۷، نمایشگاهی در ساتریکون، لهستان
- مارس ۱۹۹۹، نمایشگاه اشتراکی، رؤیای فرشته، موزه هنرهای معاصر تهران، ایران
- ژوئن ۲۰۰۲، سومین دوسالانه مجسمه‌سازی تهران، مرکز فرهنگی نیاوران، تهران، ایران
- نوامبر ۲۰۰۳، یک تصور روحاًنی، موزه هنرهای معاصر تهران، ایران
- سپتامبر ۲۰۰۴، نمایشگاه اختصاصی، بنیاد آفرینش‌های هنری نیاوران، تهران، ایران
- دسامبر ۲۰۰۴، ششمین دوسالانه نقاشی معصر تهران، موزه هنرهای معاصر تهران، ایران
- جولای ۲۰۰۵، نمایشگاه هنر روحاًنی، موزه هنرهای معاصر تهران، ایران
- دسامبر ۲۰۰۵، جنبش هنر نوین، موزه هنرهای معاصر تهران، ایران
- آگوست ۲۰۰۶، شرق از تخیل، موزه هنرهای معاصر تهران، ایران
- ژوئن ۲۰۰۷، دومین نمایشگاه هنرهای زیبا در حمایت از کودکان مبتلا به سرطان، بنیاد آفرینش‌های هنری نیاوران، تهران، ایران
- ژوئن ۲۰۰۷، دومین نمایشگاه هنرهای زیبا در حمایت از کودکان مبتلا به سرطان، سازمانی، تهران، ایران
- سپتامبر ۲۰۰۷، نمایشگاه اشتراکی در مراسم بزرگداشت ۸۰۰مین سال تولد مولانا در یونسکو، پاریس، فرانسه
- سپتامبر ۲۰۰۷، نمایشگاه اشتراکی، جلوه‌های هنر معاصر در ایران، موزه هنرهای معاصر تهران، ایران
- اکتبر ۲۰۰۷، نمایشگاه اشتراکی، گالری نار، تهران، ایران
- نوامبر ۲۰۰۸، نمایشگاه انفرادی، گالری هنر شیرین، تهران، ایران
- آوریل ۲۰۰۹، جادوی ایران، دوبی، امارات متحده عربی
- می ۲۰۱۰، نمایشگاه انفرادی مجسمه، گالری هنر شیرین، تهران، ایران

## نمایشگاه‌های گروهی
- آوریل ۲۰۰۱، نمایشگاه اشتراکی، نسیمی از باغ ایرانی-مرکز مریدین بین‌المللی، واشینگتن دی‌سی، ایالات متحده آمریکا
- سپتامبر ۲۰۰۲، نمایشگاه اشتراکی، کتابخانه ملکه، نیویورک، ایالات متحده آمریکا
- سپتامبر ۲۰۰۳، نمایشگاه اشتراکی در مرکز هنر پلانوی تگزاس، ایالات متحده آمریکا
- اکتبر ۲۰۰۹، ۱۰۰ اثر هنری و ۱۰۰ هنرمند، مرکز هنر
- سپتامبر ۲۰۱۰، چهارمین دوسالانه بین‌المللی هنر پکن، پکن، چین
- نوامبر ۲۰۱۹، نمایشگاه گروهی هنرمندان نامدار پیشکسوت همراه با چهره‌های شاخصی نظیر ایران درودی، علی فرامرزی، حسین محجوبی، حسین نوری، ناصر هوشمند وزیری و حسن ارژنگ‌نژاد[۱۲]

## کتاب‌ها و مقاله‌ها
تاکنون از وی چندین کتاب و مقاله گوناگون به چاپ رسیده‌است.
پرندگان طاها (شامل بخشی از آثار وی)، ۲۰۰۶

## عضویت حرفه‌ای
طاها بهبهانی یکی از اعضای هیئت مدیره اجرایی کمیته ملی هنرهای خلاق ایران وابسته به یونسکو و عضو هیئت داوری در تعدادی از نمایشگاه‌های بین‌المللی بوده‌است.

## باغ موزه طاها بهبهانی
از جمله طرح‌های بزرگ در حال اجرای این هنرمند، ساخت 'باغ موزه طاها بهبهانی' (در منطقه جاجرود) است که در آذر سال ۹۰ آغاز شد و قرار است در اردیبهشت ۹۳ افتتاح شود- طرحی عظیم که با وجود تشویقات فراوان دولتی، هیچ بودجه ای به آن اختصاص نیافت و حالا بهبهانی یک تنه، کمر به همت اجرای آن بسته‌است:
«آنچه مرا واداشت زندگی و وقتم را صرف ساختن باغ موزه ای برای هنرهای تجسمی بکنم، لزوم داشتن مکانی برای عرضه آثار بزرگ تر و پلی برای ارتباط بین هنرمندان ایران و خارج از ایران است. جایی که بتواند مکانی برای نمایش آثاری شود که از قوام و معنایی جدا از حرکت‌های زودگذر و مقطعی باشد. هنری که بتواند بماند و یادگاری برای آیندگان باشد.»

## کمپین مبارزه با فقر و گرسنگی سازمان ملل
طاها بهبهانی به عنوان یکی از چهره‌های هنرمند ایرانی در کمپین مبارزه با فقر و گرسنگی سازمان ملل برگزیده شد. او دربارهٔ این انتخاب گفت: «چندی پیش طی حکمی من هم عضوی از خانواده بزرگ هنرمندان کمک رسان سازمان ملل برای گرسنگان جهان در برنامه جهانی غذا شدم که موجب سرفرازی و خوشحالی من شد. از اینکه بتوانم با هنرم و آنچه در اختیار دارم به این امر مهم بپردازم، دریغ ندارم.»

## سخنرانی در مراسم وداع با ایران درودی
طاها بهبهانی در تاریخ ۱۱ آبان ۱۴۰۰ در موزه هنرهای معاصر تهران با اشاره به این نکته که هیچ‌وقت باورش نمی‌شد ملاقاتی این چنین با بانو درودی داشته باشد، متنی را که از قبل نوشته بود، قرائت کرد:
"هر وقت که به پیشت می‌آمدم آنقدر عشق به زندگی داشتی که ساعت‌ها فراموش می‌کردم در کجا زندگی می‌کنم. حرف می‌زدی، سیگار می‌کشیدی، از بی‌خوابی‌هایت می‌گفتی، از تلاشت برای پشت سه‌پایه نشستن و از ناتوانی دست‌هایت. اما در نهایت همه را با یک جمله پس می‌زدی وقتی می‌گفتی اما الان خیلی خوب و پر از انرژی‌ام.
بانوی جنگجو و بی‌پروا بودی و زبانت شمشیر بود. بی‌محابا می‌زدی بر هر کس که پست و فرومایه بود. آرزو داشتی موزه‌ای داشته باشی از آثارت.
چقدر آزارت دادند. می‌گفتی نمی‌خواهم باور کنم که بازی دارند.
وجودت سرشار از دوست داشتن و عشق و محبت بود. به ظاهر یک نفر بودی اما هرجا می‌رفتی لشکری بودی از وقار، متانت و راستی و درستی.
با اینکه سال‌ها دور از وطن بودی اما عشق به ایران باعث شد تا برگردی و خدمت کنی. چقدر از نسل جوان تو را دوست داشتند و دارند. عشق به میهن و زندگی را به آنان آموختی.
دریغ که آخرین آرزویت را هم نه گفتند.
دریغ بانو.
می‌دانم که چقدر بخشنده بودی و همه را بخشیده‌ای. همه آن‌ها که به تو بد کردند. همان‌طور که همه تابلوها و همه چیزت را بخشیدی.
پیکر خسته‌ات در این تابوت است ولی روح بزرگت در این گردهمایی حاضر و ناظر است و صدایت را می‌شنوم که می‌گویی طاها امروز خیلی خوبم و پر از انرژی هستم."

## آیین نوروز
طاها بهبهانی با بیان اینکه در آئین نوروز ریشه‌های سرزمینی خودمان را پیدا می‌کنیم، گفت:
«ما تنها کشور در دنیا هستیم که یک سابقه ۲۵۰۰ ساله در هنر چیدمان داریم. با نگاهی به سفره هفت سین می‌بینید که هنر چیدمان در منازل ما اتفاق می‌افتد و این چیدمان با بضاعت هر کسی و در حد خودش شکل می‌گیرد. سنجد روستایی در ظرف گلی خودش قرار می‌گیرد و فرد پولدار هم در ظرف نقره خودش، ولی به هر ترتیب این اتفاق می‌افتد در حالی که در هیچ کجای دنیا این امر وجود نداشته و ندارد. هر چیزی در هر رشته‌ای، مثلا هنر مفهومی و چیدمان که فکر می‌کنند از آن طرف آمده‌است وقتی کنکاشی در باب آن می‌کنیم ریشه‌هایش را در سرزمین خودمان پیدا می‌کنیم. فقط باید این نکات گفته شود و نسل پیش رو بداند و مرعوب اتفاقات غرب نشود. اگر امروز به آن سفره هفت سین علاقه دارید به این علت است که پدر شما با علاقه از آن یاد کرده‌است و هر سال این اتفاق افتاده‌است و این در شما نهادینه شده‌است. سنت بسیار قشنگی است و همین نکات و آیین‌هاست که به یک مملکت هویت و شخصیت می‌دهد و ریشه‌های یک مملکت، فرهنگ و مردمش را می‌سازد. من همیشه به پای این رسوم ایستاده‌ام و سعی کرده‌ام در جهت حفظ این رسوم تلاش کنم.» او همچنین از عنصر ارتباطی خود با سفره هفت سین نام می‌برد: «من آینه را بیشتر دوست دارم چون آینه برای من نشاط به همراه می‌آورد. مولانا به شمس گفته بود که تو مثل آینه‌ای که خدا را در تو می‌بینم. در آینه خیلی چیزها را می‌توان دید. عظمت کائنات را در آینه می‌توان دید. ما بسیاری از تصاویری که می‌بینیم تصاویر مجازی است که وقتی در آینه می‌افتند حقیقی می‌شوند.»

## بازگشت به ادبیات، عرفان و فلسفه
طاها بهبهانی با طرح این موضوع که چگونه می‌توانیم حرف اول را در دنیا بزنیم، گفت:
" اولین کارم تابلویی بود به نام "ای هست من پنهان شده در هستی پنهان تو" از اینجا شروع شد و خیلی برایم جالب بود که شخصیتی مثل مولانا می‌تواند به این زیبایی تفکری سورئالیستی داشته باشد. خوشبختانه ادبیات ما آنقدر غنی است که صاحب یک گنج هستیم. در تذکره الاولیا عطار نیشابوری زندگی ۱۱۰ عارف را شرح می‌دهد و ما می‌فهمیم این سرزمین چقدر با پشتوانه و بی‌نیاز بوده‌است. چقدر خوب است در این دنیایی که دچار خلاء فلسفی و توهم شده به آن غنا برگردیم. اگر بازگشتی به ادبیات، عرفان و فلسفه خود داشته باشیم می‌توانیم حرف اول را در دنیا بزنیم."

## مجسمه ای «به یاد رودکی»
طاها بهبهانی نسبت به نحوه شکل‌گیری ایده ساخت مجسمه رودکی می‌گوید:
«چند سال پیش برای هشتصدمین زادروز مولانا به مقر یونسکو دعوت شده بودم که نمایشگاه بزرگی برپا شده بود و ۶۰۰ سخنران از سراسر دنیا برای تجلیل از مقام این شخصیت بزرگ آمده بودند. آنجا متوجه شدم یونسکو قصد دارد مراسمی برای بزرگداشت رودکی به عنوان پدر شعر ایران برگزار کند و دیدم بیگانگان چه توجهی به مفاخر ما دارند. همین تلنگری شد تا وقتی به ایران برگشتم در زندگی رودکی مطالعه بیشتری کنم و ناملایمات زندگی او در دوره سلاطین سامانی که منجر به کور شدن او و شکنجه‌های این شخصیت بزرگ شد را شناختم. تفکر فلسفی این مرد بزرگ روی بسیاری از شاعران بعدی اثر گذاشته‌است و برای اینکه دین خود را ادا کنم این مجسمه را به یاد رودکی ساختم. در این اثر که سال ۸۵ با ماده اپوکسی ساخته شد، به دلیل کور شدن رودکی حفره‌ای را که از آن نور وارد می‌شود به عنوان چشم او قرار دادم و پرندگانی که امیال و آرزوهای او بودند در سینه و قلب او جا دادم.»

## پرنده نماد انسان
طاها بهبهانی در تحلیل نماد پرندهٔ آثارش بیان کرد:
«پرنده در کار من نماد انسان است. انسانی که هم مقاوم و صبور است و هم در عین حال ضعیف و شکننده. بعضی از پرندگان با قدرت تمام کیلومترها راه را بی‌وقفه مهاجرت می‌کنند ولی همین موجود قوی و مقاوم با یک ساچمه از پا در خواهد آمد. انسان هم همین گونه است و در عین توانمندی‌هایی که دارد می‌تواند بسیار ضعیف و شکننده باشد. انسان‌های بزرگی بودند که سالها مقاومت و ایستادگی کردند اما با یک ناملایمت روحی از پا درآمدند. پرنده تنها موجودی است که در طول تاریخ مورد رشک و حسد آدمیست چون در ته وجود هر آدمی حسرت آزادی وجود دارد. همین وجوه مشترکی که بین پرنده و انسان است برای من بهانه‌ایست که حرف‌هایم را در این قالب نشان دهم.»

## بی‌هویتی شهر تهران
طاها بهبهانی طی دیدار با سید مجتبی حسینی معاون هنری وزیر فرهنگ وقت با انتقاد از وضع آشفته چیدمان شهری و بی‌هویتی شهر تهران گفت:
«ضرورت دارد با هنر طراحی بتوانیم هویت تازه ای به شهر تهران بدهیم. وضع آشفته چیدمان شهری و بی‌هویتی شهر تهران بالاخره باید حل شود. فعالیت‌های زیادی در این زمینه می‌توان انجام داد. تهران متاسفانه هیچ هویتی ندارد و این اتفاق شایسته‌ای نیست.»